# 砂原浩太朗
砂原 浩太朗 (すなはら こうたろう、1969年- ) は、日本の小説家。兵庫県神戸市生まれ。

## 略歴
早稲田大学第一文学部卒業。出版社勤務を経て、フリーのライター・編集者・校正者になる。
2016年に『いのちがけ』で第2回決戦!小説大賞を受賞し、作家デビュー。

## 受賞歴
太字は受賞
- 2016年『いのちがけ』で第2回決戦!小説大賞を受賞[1]
- 2021年『高瀬庄左衛門御留書』で第34回山本周五郎賞候補[3]
- 2021年『高瀬庄左衛門御留書』で第165回直木三十五賞候補[4]
- 2021年『高瀬庄左衛門御留書』で第9回野村胡堂文学賞を受賞[5]
- 2021年『高瀬庄左衛門御留書』で第11回本屋が選ぶ時代小説大賞を受賞[1]
- 2021年『高瀬庄左衛門御留書』で第15回舟橋聖一文学賞を受賞[6]
- 2022年『黛家の兄弟』で第35回山本周五郎賞を受賞[7]
- 2022年『黛家の兄弟』で第13回山田風太郎賞候補[8]
- 2022年『黛家の兄弟』で第28回中山義秀文学賞候補[9]

## 作品リスト

### シリーズ作品
- 神山藩シリーズ
  - 高瀬庄左衛門御留書（講談社、2021年1月 / 講談社文庫、2023年6月）ISBN 978-4-06-519273-3
  - 黛家の兄弟（講談社、2022年1月）ISBN 978-4-06-526381-5
  - 霜月記（講談社、2023年7月）ISBN 978-4-06-532127-0

### シリーズ外作品
- いのちがけ 加賀百万石の礎（講談社、2018年2月 / 講談社文庫、2021年5月）ISBN 978-4-06-220952-6
- 藩邸役差配役日日控（文藝春秋、2023年4月）ISBN 978-4-16-391689-7
- 浅草寺子屋よろず暦（角川春樹事務所、2024年）

### その他
- 逆転の戦国史 「天才」ではなかった信長、「叛臣」ではなかった光秀（小学館、2020年12月）ISBN 978-4-09-386604-0

### アンソロジー収録作品
- 決戦! 桶狭間（講談社、2016年11月 / 講談社文庫、2019年4月）-『いのちがけ』
- 決戦! 設楽原 武田軍vs.織田・徳川軍（講談社、2018年10月）-『けもの道』

### 雑誌掲載作品
- 帰ってきた 夜露がたり - 小説新潮 2021年10月号
- 拐し 藩邸差配役手控え - オール讀物 2021年12月号
- 向こうがわ 夜露がたり - 小説新潮 2022年1月号
- 実朝の猫 - 小説現代 2022年2月号
- 滝夜叉 - オール讀物 2022年6月号